# 구 인천부 청사
구 인천부 청사(舊 仁川府 廳舍)은 인천부 청사로 1933년에 건립된 건축물로 대한민국의 국가등록문화재 제249호이다. 현재 인천광역시 중구청사로 사용하고 있다.

## 역사
일제강점기 인천부는 1933년에 청사를 신축하기 전까지 인천일본영사관으로 세워진 건물을 부청으로 사용하였다. 신청사의 설계와 공사는 조선총독부 관방회계과에서 진행하였다. 신청사는 1932년 8월 19일에 착공하여 1933년 6월 25일에 완공하였다. 청사는 광복 이후에 경기도 인천시 청사, 인천직할시 청사(1981년 ~ 1985년)를 거쳐 현재 중구청사(1985년 ~ )로 사용되고 있다.

## 특징
청사가 1933년에 완공된 이후에 좌우측에 동서 별관을 증축하였고, 1964년에는 본관 3층이 증축되었다. 현재 2005년에 이루어진 내부 리모델링 공사로 인하여 신축 당시의 모습은 찾아보기 힘든 상황이다.
건축구조 측면에서 조적 구조에서 철근콘크리트 구조로 전환되는 과정을 잘 보여주고 있으며, 건축재료 측면으로 자재로 사용된 벽돌과 동일한 크기의 타일의 사용, 원형벽체에서 곡률을 가진 타일의 부착 등 외장마감타일의 교과서적인 시공법을 보여준다. 소방용수 및 비상용수를 확보하기 위해 설치한 저수조를 조선시대의 돌다리를 가설할 때 사용하던 방식과 유사하게 조성하였다.